# Claymore (Band)
Claymore ist eine deutsche Band aus Heiligenhaus und Essen-Kettwig, die traditionelle schottische Musik mit Rockmusik verbindet.

## Geschichte
Gegründet wurde die Band 1987 von Robert Butts, der als Sohn eines schottischen Soldaten in Deutschland lebte und schottische Musik mit Rockmusik verbinden wollte. Butts lernte 1986 Hans Homann und Volker Sauer kennen, die dann mit anderen Musikern, unter anderem auch Michael Göttling, die Band Sgian dubh gründeten. Butts, Homann, Sauer und Göttling verließen die Formation bereits ein Jahr später wieder, um 1987 die Bobby Butts Band zu gründen, die dann noch im selben Jahr in den noch heute benutzten Namen Claymore umbenannt wurde.
Ein Jahr später entschied man sich, Andy Ironhead, mit dem man auch schon bei Sgian dubh zusammen gespielt hatte, als Keyboarder mit aufzunehmen. Außerdem wurde Mick Maitland als Dudelsackspieler aufgenommen. Da dieser jedoch Ende 1990 – er war schottischer Soldat – zurück nach Schottland musste, empfahl er, seinen Schüler Tim Lethen in die Band aufzunehmen, der seitdem auf jedem Album der Band die schottischen Pipes spielte. Im Jahr 1991 wurde dann das erste Album Highlander veröffentlicht. Die Musikgruppe verstand, den traditionellen Sound der schottischen Highlands mit der Rockmusik der 1980er Jahre zu verbinden. Im darauffolgenden Jahr wurde das zweite Album Unblended aufgenommen, das aber erst 1993 veröffentlicht werden konnte. Im Jahr 1995 wurden zum einen das Album Into the Wind zum anderen das erste Live-Album der Gruppe Live on Deck veröffentlicht. Im Jahr 1997 folgte Giants Forever.
Robert Butts, der Gründer der Band, starb überraschend im Juni 1999, was die Band zu einer fast zweijährigen Pause zwang. Im Jahr 2001 wurde ein Schlagzeugschüler, Martin Otte, in die Band aufgenommen und die Pause beendet. Nach dieser Unterbrechung wurde 2001 die Live-CD Behind the Walls veröffentlicht. Nach einer personellen Umstrukturierung, in der Gerald Schmiechen Michael Göttling als Bassist ersetzte, erschien 2002 die Best-Of-CD Remember (1988-2002).
Im Jahr 2008 begannen die Aufnahmen für ein neues Album, die später aufgrund einer Erkrankung des Gitarristen Hans Homann abgebrochen wurden. Ende 2011 verkündete die Band, dass Gitarrist Hans Homann aus gesundheitlichen Gründen nicht mehr auftreten könne und die Band sich daher zukünftig auf Studioaufnahmen konzentrieren wolle. Neue Aufnahmen wurden seitdem allerdings nicht mehr veröffentlicht. Schlagzeuger Martin Otte verließ im selben Jahr aus privaten Gründen die Band.
Mitte 2017 wurde auf einer neu angelegten Facebook-Seite angekündigt, dass Florian Sauer und Christian Johne die Band ergänzen würden. 2017 beendete die Band mit Auftritten in Kettwig und Solingen ihre sechsjährige Auftrittspause. Gleichzeitig wurden weitere Konzerte für 2018 und 2019 angekündigt.

## Diskografie
- Highlander (1991)
- Unblended (1993)
- Into the Wind (1995)
- Live on Deck (1995)
- Giants Forever (1997)
- Behind the Walls (2001)
- Remember (2002)
- The Northern Call (2004)
- The Northern Call – DVD (2004)
- 20 Years of Claymore (2010)
- Scary Tales (2023)